# Ulrika Wennerholm
Ulrika Wennerholm, född 21 september 1783, död 14 januari 1806, var en svensk skådespelare.
Ulrika Wennerholm var student hos Andreas Widerberg och Haeffner. U nder sin uppväxt beskrivs hon som en av Operans mest omtyckta och anlitade elever för barnroller, och hon uppträdde ofta i barnroller vid operor, så som då hon spelade Epilogen under Gustav IV Adolfs andra trolovning 1797 och Kärleken i ”Orpheus och Euridice”.   Hon ansågs vara en mycket lovande talang, och nämns vid sidan av Jeanette Wässelius och Ottilia Carolina Deland, som båda skulle bli ledande inom sina respektive fack.  Hennes sångröst ansågs dock ha blivit förstörd 1797, och hon var sedan elev hos Anne Marie Milan Desguillons på Dramatens elevskola mellan 1797 och 1800.  
Fast anställd som skådespelare vid Dramaten 1800-06.  Wennerholm uppvisade talang inom tragiska roller och väckte därför stor uppmärksamhet, eftersom den svenska teatern ansågs lida brist på skådespelare med sådan talang; det sades att Sverige hade många bra komiker, men få skådespelare, som var bra inom tragedi. Hon gjorde flera viktiga roller inom tragedin och hennes tolkningar berömdes och väckte stora förhoppningar på att bli en stjärna inom sitt fack.  Det ansågs som en stor förlust då hon avled vid 23 års ålder 1806.   
Hon var den första som spelade den kvinnliga huvudrollen Emma i premiären av Korsfararna, där hon av kritikern Livijin ansågs "spela med en styrka, som hade förtjänat en bättre pjäs".   Hennes tolkning av Mathilda i samma pjäs ansågs vara så bra att ingen i flera år efter hennes död ville ha den rollen. 
Det sades om henne ; 
”Hon hade mycken liflighet och känsla, jemte vacker talorgan och fullkomligt sann deklamation. Naivetet, gratic och naturlighet röjde sig hos henne i allt, tillika med ett klart förstånd och en skarp fattningsgåfva”.
Marianne Ehrenström kommenterade efter hennes död: "Hon var en liten förtjusande aktris, som medförde i grafven allmänhetens rättvisa sorg".